# Birbeck-Granulum

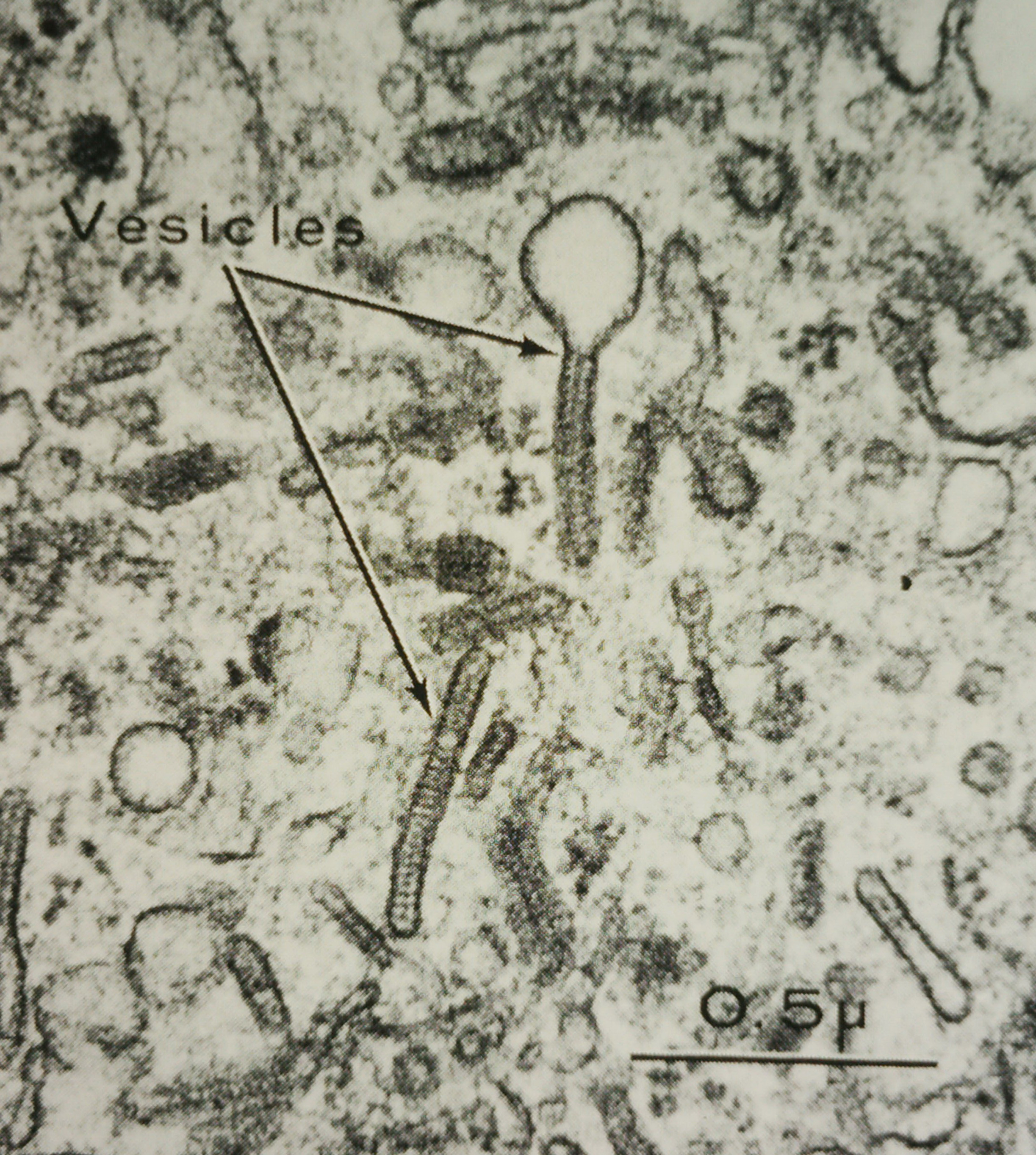
Birbeck-Granula verschiedener Formen

Ein Birbeck-Granulum (synonym Birbeck-Körperchen, plural Birbeck-Granula) ist ein Zellorganell, das typisch für Langerhans-Zellen ist. 

## Eigenschaften
Birbeck-Granula sind stabförmige, gelegentlich auch tennisschlägerförmige, gestreifte Strukturen im Zytosol. Sie sind ein typischer mikroskopischer Befund bei einer Langerhanszell-Histiozytose (Histiozytose X). Birbeck-Granula sind aus dem antiviralen Protein Langerin (synonym CD207) aufgebaut. Nach einer Bindung von HIV-1 an Langerin wird das gebundene Virion in das Birbeck-Granulum eingelagert und abgebaut.

## Geschichte
Birbeck-Granula wurden erstmals 1961 von Michael Stanley Clive Birbeck beschrieben.